# جيم ويلسون (سياسي بريطاني)
جيم ويلسون (بالإنجليزية: Jim Wilson)‏ هو سياسي بريطاني، ولد في 15 ديسمبر 1941 في مقاطعة أنترم في المملكة المتحدة. حزبياً، نشط في حزب ألستر الوحدوي. في انتخابات الجمعية التشريعية لأيرلندا الشمالية، 1998 ‏، انتخب عضو الجمعية التشريعية الأولى لأيرلندا الشمالية عن دائرة South Antrim (Assembly constituency) ‏ وقد انضم خلال فترته النيابية ‏ (25 يونيو 1998 – 28 أبريل 2003) للكتلة البرلمانية حزب ألستر الوحدوي وفي انتخابات الجمعية التشريعية لأيرلندا الشمالية، 2003 ‏، انتخب عضو الجمعية التشريعية الثانية لأيرلندا الشمالية عن دائرة South Antrim (Assembly constituency) ‏ وقد انضم خلال فترته النيابية ‏ (26 نوفمبر 2003 – 30 يناير 2007) للكتلة البرلمانية حزب ألستر الوحدوي.